# Karol Kurpiński

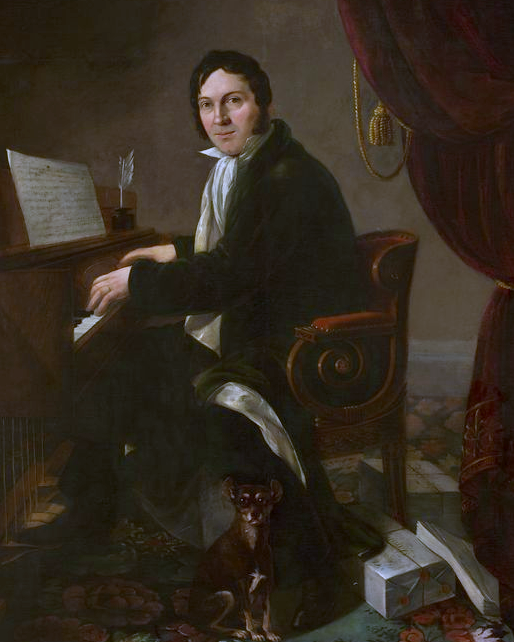
Karol Kurpiński zoals geschilderd door Aleksander Ludwik Molinari

Karol Kurpiński (Włoszakowice, 6 maart 1785 - Warschau, 18 september 1857) was een bekend 19e-eeuws Pools componist, dirigent en muziekpedagoog.
Hij verhuisde in 1810 naar Warschau waar hij op voordracht van eerste dirigent Józef Elsner werd aangenomen als tweede dirigent van het Teatr Narodowy. Hij volgde ook in 1824 Elsner op als eerste dirigent.
Hij was een kapelmeester voor de Russische tsaar Alexander I tijdens diens bezetting van Polen. Zo dirigeerde hij onder meer de uiterst succesvolle première van het Pianoconcert nr. 2 van Frédéric Chopin in het Teatr Narodowy (Nationaal theater). Zijn positie was dusdanig dat hij tijdens de Novemberopstand in 1831 ongestraft het Poolse patriottische door hem gecomponeerde lied "Warszawianka" kon laten opvoeren in zijn nationaal theater. Het lied werd enorm populair in Polen en was bij de Poolse onafhankelijkheid in 1918 een van de kandidaat-liederen om als nationale hymne te dienen.
Tot zijn bekendste operawerken worden gerekend Jadwiga uit 1814, Zamek na Czorsztynie, czyli Bojomir i Wanda uit 1819 en Kalmora, czyli prawo ojcowskie Amerykanów uit 1820.
- Bibsys: 11023737
- Bibliothèque nationale de France: cb13936434m (data)
- CiNii: DA08181678
- Gemeinsame Normdatei: 118986740
- International Standard Name Identifier: 0000 0001 1037 9585
- Library of Congress Control Number: n83045023
- Nationale Bibliotheek van Letland: 000310469
- MusicBrainz: ca3a2ee9-ea39-4663-b043-0a3b13f2377b
- Nationale Bibliotheek van Tsjechië: xx0026149
- Nationale Bibliotheek van Israël: 987007448701405171
- Nederlandse Thesaurus van Auteursnamen: 07366684X
- SNAC: w6wd4jzq
- Système universitaire de documentation: 114237018
- Virtual International Authority File: 10037426
- WorldCat: E39PBJp9mhFFw8c9PTvr9Mctrq